# Біллікен
Біллікен — легкий посуд для готування у вигляді металевого відра зазвичай використовують для кип'ятіння води, приготування чаю / кави або приготування їжі над багаттям або для перенесення води. Цей посуд частіше відомий просто як біллі або зрідка як банка біллі (бляшанка біллі або каструля біллі в Канаді).

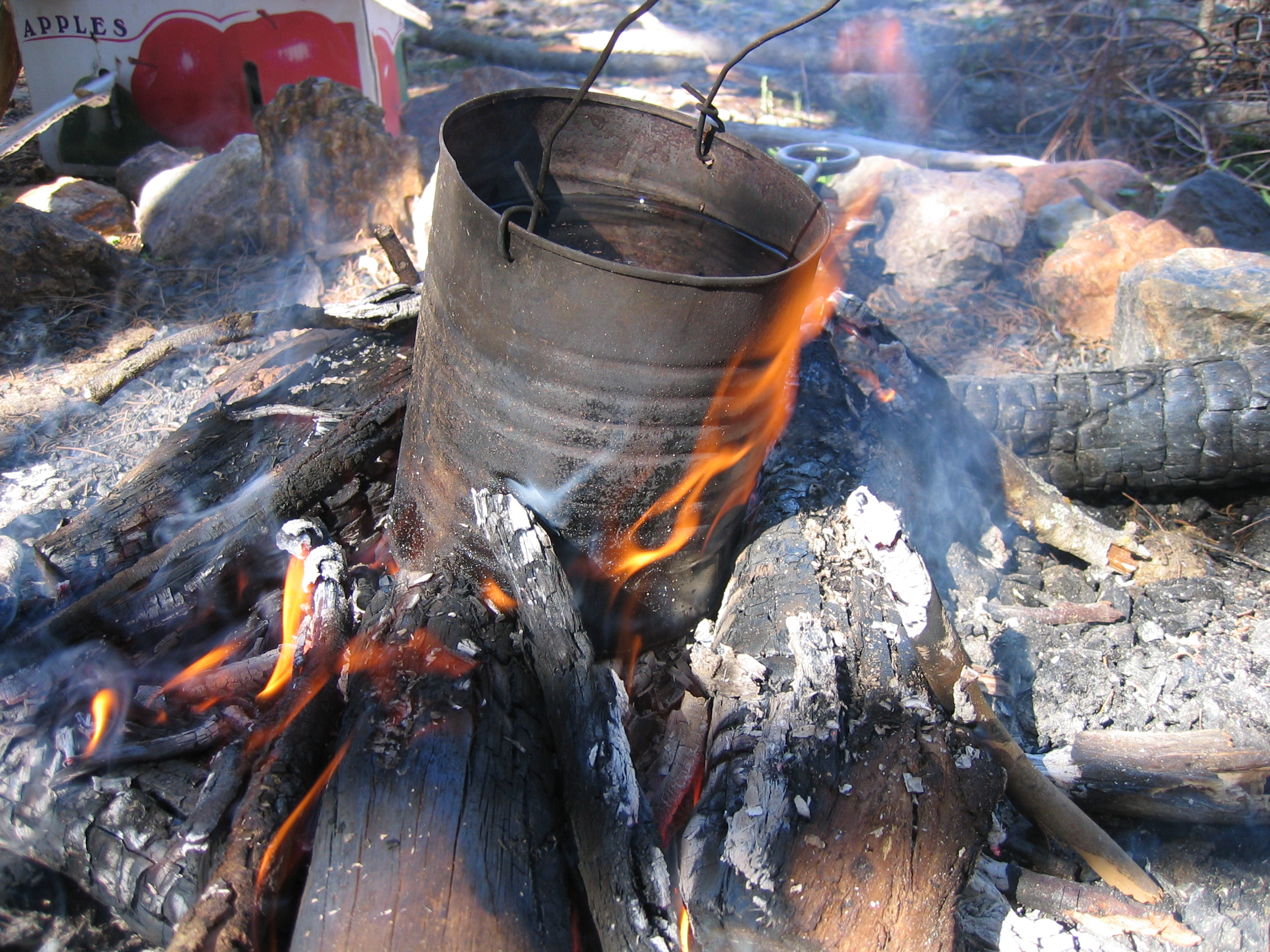
Традиційний біллі на вогнищі

Термін біллі або біллікен особливо пов'язаний з австралійським використанням, але він також використовується в Новій Зеландії, Британії та Ірландії.
Широко прийнято, що термін «біллікен» походить від великих банок, які використовуються для транспортування тушкованого м'яса чи солонини на суднах, пов'язаних з Австралією, або під час розвідки в глибинці, які після використання були модифіковані для кип'ятіння води над вогнем; однак є припущення, що слово може асоціюватися з білла аборигенів (що означає вода; пор. Біллабонг).
В Австралії біллі стала символізувати дух дослідження глибинки і є широко розповсюдженим символом життя у буші, хоча в даний час розглядається в основному як символ віку, який давно минув.
Закип'ятити біллі найчастіше означає заварити чай. «Біллі Чай» — це назва популярної марки чаю, що давно продається в австралійських продуктових магазинах та супермаркетах. Біллі представлені у багатьох оповіданнях та віршах Генрі Лосона. Найвідоміша з багатьох посилань на біллі у Банджо Патерсон — це, безумовно, у першому вірші та приспіві Вальсінга Матільди: «І він співав, коли дивився на старий киплячий біллі», який пізніше змінив «Чайна компанія Біллі» на "І він співав, спостерігаючи і чекав, поки його біллі закипіла  ...".